# 厚肋苦荬菜属
厚肋苦荬菜属（学名：Chorisis）是菊科下的一个属，为多年生草本植物。该属共有1－2种，在中国分布广泛。